# John Frederick Hawley
John Frederick Hawley (Annapolis, Maryland, 23 de agosto de 1958) é um astrofísico estadunidense.
Recebeu o Prêmio de Astronomia Helen B. Warner de 1993 e o Prêmio Shaw de astronomia de 2013 com Steven Balbus.

## Obras
- com Balbus Instability, turbulence, and enhanced transport in accretion disks,  Reviews of Modern Physics, Volume 70, 1998, p. 1-53
- Keplerian Complexity: Numerical Simulations of Accretion Disk Transport, Science, Volume 269, 1995, p. 1365
- com Katherine A. Holcomb Foundations of modern cosmology, 2.ª Edição, Oxford University Press 2005